# Hauptsache (Sachenrecht)
Hauptsache ist im Sachenrecht die Bezeichnung für Sachen, zu denen andere Sachen in untergeordneter Beziehung stehen.

## Allgemeines
Das Sachenrecht misst nicht allen Sachen die gleiche Bedeutung bei, sondern gibt einigen Sachen (Hauptsachen) Vorrang vor anderen Sachen (Nebensachen). Nebensachen sind stets einer bestimmten Hauptsache zugeordnet und dieser „zu dienen bestimmt“. Dabei kann es hierarchisch vorkommen, dass eine Nebensache auch selbst als Hauptsache fungiert, wodurch deren Nebensachen auch zu Nebensachen der gesamten Hauptsache werden. Das rechtliche Schicksal der Nebensachen hängt dadurch weitgehend von ihrer Hauptsache ab. Eine Sache kann nur Hauptsache sein, wenn sie für ihren vorgesehenen Zweck funktionsfähig ist.

## Geschichte
Das Allgemeine Preußische Landrecht (APL) vom Juni 1794 ging bereits davon aus, dass „die Nebensache, ohne welche die Hauptsache zu ihrer Bestimmung nicht gebraucht werden kann, … als Zubehör angesehen wird“ (I  2, § 46 APL). Auch das österreichische ABGB vom Juni 1811 spricht von „Nebensachen, ohne welche die Hauptsache nicht gebraucht werden kann“ (§ 294 ABGB). Das im Januar 1900 in Kraft getretene BGB behielt lediglich den Rechtsbegriff Hauptsache bei.

## Rechtsfragen
Hauptsachen können bewegliche Sachen oder Grundstücke/grundstücksgleiche Rechte sein. Von einer Hauptsache gemäß § 947 Abs. 2 BGB kann nach der Verkehrsauffassung nur gesprochen werden, wenn die übrigen Bestandteile fehlen könnten, ohne dass das Wesen der Sache dadurch beeinträchtigt wird. Die Hauptsache taucht im Zusammenhang mit dem Zubehör in § 97 Abs. 1 BGB auf. Danach sind Zubehör „bewegliche Sachen, die, ohne Bestandteile der Hauptsache zu sein, dem wirtschaftlichen Zwecke der Hauptsache zu dienen bestimmt sind und zu ihr in einem dieser Bestimmung entsprechenden räumlichen Verhältnis stehen.“ Das Wort „Nebensache“ des APL wurde durch „zu dienen bestimmt“ ersetzt. Damit steht das Zubehör in enger funktionaler und räumlicher Beziehung zu seiner Hauptsache. Was einer Hauptsache als „zu dienen bestimmt“ gilt, zählt § 98 BGB beispielhaft auf, nämlich Maschinen bei Gewerbeimmobilien oder Vieh oder landwirtschaftliche Erzeugnisse bei Landgütern.
Diese Vorschrift strebt im Interesse des wirtschaftlichen Zusammenhangs zwischen Zubehör und Hauptsache für beide ein gleiches rechtliches Schicksal an, soweit die Vertragsparteien keine andere Regelung treffen. So ist etwa beim Grundstückskauf gemäß §§ 926 Abs. 1 BGB, § 946 Abs. 1 BGB im Zweifel davon auszugehen, dass sich die Veräußerung des Grundstücks auch auf sein Zubehör erstreckt. Grundpfandrechte (Hypothek, Sicherungsgrundschuld und Grundschuld) erstrecken sich gemäß § 1120 BGB auch auf das Grundstückszubehör. Deshalb umfasst die Zwangsvollstreckung in ein Grundstück (§ 865 Abs. 1 ZPO) auch das Grundstückszubehör. Dieses kann nach § 865 Abs. 2 ZPO nicht separat gepfändet werden kann (Unpfändbarkeit im Rahmen der Mobiliarzwangsvollstreckung), sobald ihre Beschlagnahme im Wege der Zwangsvollstreckung in das unbewegliche Vermögen erfolgt ist. Die Verbindung von beweglichen Sachen als wesentliche Bestandteile einer anderen Sache macht den Eigentümer dieser Sache zum Alleineigentümer (§ 947 Abs. 2 BGB), z. B. beim Annähen von Knöpfen an ein i. ü. gebrauchsfähiges Kleidungsstück. Anderes gilt für die Fälle der Verbindung gleichrangiger Sachen, der Vermischung von Sachen zu einer einheitlichen Menge oder Verarbeitung, bei der aus bisher selbständigen Zutaten eine völlig neue andersartige Sache hergestellt wird, etwa bei der Herstellung einer Hose aus Stoff, Knöpfen, Reißverschluss und Nähzwirn. In diesen Fällen werden die Eigentümer der Ausgangssachen Miteigentümer der neuen Sache, bzw. bei der Verarbeitung der Verarbeiter Alleineigentümer.
Die Bestimmung als Zubehör der Hauptsache erfolgt durch den Willen des die Hauptsache Nutzenden, die Widmung hat auf unbestimmte Dauer zu erfolgen. Eine Sache kann nur Hauptsache sein, wenn sie für den vorgesehenen Zweck funktionsfähig ist, nur dann kann sie auch Zubehör haben. Die Hauptsache kann auch Bestandteil einer Sache sein, etwa das Gebäude als wesentlicher Bestandteil eines Grundstücks. Das Zubehör des Gebäudes ist dann zugleich Zubehör der Gesamtsache.